# Glutonny
 (décembre 2024).
 (décembre 2024).
William Belaïd, né le 1er juin 1995, est un joueur professionnel de Super Smash Bros. jouant sous le pseudonyme de Glutonny. Sous les couleurs de Solary depuis 2019, il joue principalement le personnage Wario depuis le jeu Brawl. Glutonny a progressé jusqu'à être considéré comme le meilleur joueur européen sur Ultimate et l'un des membres du top 5 mondial en 2023.

## Biographie
William Belaïd commence à jouer aux jeux vidéo de manière compétitive à l'âge de 13 ans. Sa carrière de joueur esport ne l’empêche pas d'obtenir un diplôme d'ingénieur, métier qu'il exerce pendant un an. Il choisit le pseudonyme « Glutonny » en rapport au personnage du manga Fullmetal Alchemist du même nom qui mange tout un peu comme Wario, le personnage qu'il joue sur Super Smash Bros.. Il aime particulièrement Wario pour sa grande mobilité et les nombreuses variantes d'options.

## Carrière

### 2018
À partir de 2018, William Belaïd remporte presque tous les titres en Europe sur Ultimate. La sortie de l'opus donne un nouvel élan à la scène compétitive de la série de la franchise de Nintendo sur laquelle Glutonny devient le fer de lance Français. Il rejoint en début d'année l'équipe OrKs Grand Poitier. Le 30 décembre 2018, il est couronné vainqueur de la première édition de l'Ultimate Wanted.

### 2019
L'année 2019 voit Glutonny passer sous les couleurs de Solary, et s'imposer lors de la plupart des grands rendez-vous européens. Il sort gagnant de la deuxième édition de l'Ultimate Wanted et s'octroie plusieurs titres de prestige en Europe (vainqueur de l'Icarus, du Valhalla ou encore du Tech Republic).

### 2020
En 2020, Glutonny crée son académie visant à former de nouveaux joueurs. De celle-ci sera notamment révélé Arda « Raflow » Imrek, l'un des rares joueurs français à avoir battu Glutonny en tournoi et voué à devenir l'un des meilleurs joueurs d'Europe. L'organisation de tournois offline est impactée par la crise sanitaire mondiale liée au Covid-19, Gluto poursuit alors la compétition en participant à des tournois en ligne.

### 2021
Reconnu comme le meilleur joueur européen de Super Smash Bros., le joueur de Solary est vu comme l'un des seuls à pouvoir battre le numéro 1 mondial mexicain Leonardo "MkLeo" Lopez Perez. En décembre 2021, il termine aux portes du top 10 au championnat du monde.

### 2022
Le 17 avril 2022, à San José, il atteint la deuxième place du Genesis 8, considéré comme l'un des plus prestigieux tournois internationaux. Une semaine plus tard, le 24 avril 2022, il décroche la première place au Pound gagnant ainsi son premier tournoi majeur aux États-Unis, devenant par la même occasion le premier Français et le premier Européen à remporter un tournoi majeur en dehors de l'Europe sur le jeu Super Smash Bros. Ultimate. À cette occasion, il est opposé à MkLeo, l'un de ses plus grands rivaux et ami, qu'il bat au terme d'une finale.
Le 2 octobre 2022, il atteint la grande finale du Vienna Challengers Arena, tournoi majeur européen. Il est battu sur le score de 3-2 par le Britannique Oliver "Bloom4Eva" Alexander[source secondaire souhaitée].

### 2023
Le 4 juin 2023, à Bologne, il remporte l'Icarus 2023 en battant Bloom4eva[source secondaire souhaitée].
Le 25 juin, à Eaubonne, une commune d'Ile-de-France, il remporte la troisième édition du 95 Kings of Fields sans perdre un seul set[source secondaire souhaitée].
Il remporte une semaine plus tard le Gamers Gathering à Dijon[source secondaire souhaitée] en battant Paul "Mezcaul" Ganachaud en grande finale (3-1).
Glutonny atteint la 4e place du Smash Factor X[source secondaire souhaitée] qui se déroule au Mexique du 28 au 31 juillet 2023.
À Mazatlán, le 21 août, il atteint la deuxième place du Delfino Maza[source secondaire souhaitée], s'inclinant en grande finale face à Edgar "Sparg0" Valdez (3-2). Durant le tournoi, il réalise une performance qui est rapidement considérée comme la plus grande remontada de l'histoire de Super Smash Bros. Ultimate[source secondaire nécessaire], lors du quart de finale (côté perdants) l'opposant à Kengo "KEN" Suzuki. En effet, le joueur japonais mène au score (2-1) et domine la quatrième game (3 stocks à 1 en sa faveur). Malgré ce retard et alors que l'élimination est proche, Glutonny parvient à reprendre le contrôle du match et à s'imposer (score final 2-3)[source secondaire souhaitée].
Il réalise l'une des meilleures performance de sa carrière[source secondaire souhaitée] lors du Tera, un tournoi se déroulant à Rungis du 1 au 3 septembre 2023. Qualifié en top 8 côté gagnants, il est battu d'entrée par le numéro un mondial Sparg0 (3-1). Il est alors opposé à Paris "Light" Ramirez pour le compte des demi-finales côté perdants, dont il se défait (1-3). Il retrouve Sparg0 en finale côté perdants, ce dernier ayant été battu par Tweek précédemment, et parvient à prendre sa revanche sur le Mexicain (2-3). Glutonny atteint alors la grande finale du tournoi et doit affronter Tweek, invaincu durant son parcours. Le premier set est largement maîtrisé par le joueur français (0-3). Le second et dernier set, beaucoup plus indécis, est également remporté par Glutonny qui s'adjuge le titre (3-2).
De passage aux États-Unis, il participe au Rewired Fest du 6 au 8 octobre, à Fayetteville dans l'Arkansas. Il remporte la compétition sans perdre un set, battant notamment Light (3-0 puis 3-2 en grande finale) et Antony "MuteAce" Hoo (3-1). Glutonny prend part la semaine suivante au Rise 'N Grind qui a lieu au Texas. Il y réalise une bonne performance en se hissant en grande finale, mais est vaincu par le jeune Japonais Miya (3-1)[source secondaire souhaitée]. Associé en doubles à l'Américain Lui$, il atteint également la grande finale face au tandem MKBigBoss / MkLeo (défaite 3-2 ; 3-0)[source secondaire souhaitée].
À son retour en Europe, il atteint la grande finale de la Cora Smash Cup[source secondaire souhaitée] lors de laquelle il est battu par Raarchyor, joueur marocain utilisant Sora. Quelques jours plus tard, il est attendu comme tête de série n°1 au Tech Republic VII se déroulant à Barcelone. Il sort vainqueur du tournoi[source secondaire souhaitée] après une grande finale disputée face à Bloom4Eva (1-3 reset ; 3-0).
Le 12 novembre 2023 se déroule le Port Priority 8 à Seattle, considéré alors comme l'un des tournois les plus difficiles de l'histoire[source secondaire nécessaire] puisqu'il regroupe la plupart des meilleurs joueurs mondiaux. Glutonny est tête de série n°4. Il est éliminé du tournoi à la 17e place par Tea (0-3) ce qui constitue une contre performance, habitué aux tops 8.
Sur le sol français se déroule du 24 au 26 novembre l'UFA, un tournoi accueillant plus de 1000 joueurs et joueuses. Alors qu'il avait échoué en grande finale lors de ses deux dernières participations, Glutonny décroche cette fois le titre face à l'Espagnol et cador européen Pau "Sisqui" Caire (3-0 ; 3-0)[source secondaire souhaitée].
En fin d'année 2023, il est considéré comme l'un des cinq meilleurs joueurs du monde[source secondaire nécessaire] selon plusieurs classements.

### 2024
Il est inclus dans le top 10 des meilleurs esportifs français de l'année 2023 par le journal L'Équipe.
Pour débuter la nouvelle saison, Glutonny et son équipe se rendent au Japon afin de prendre part à l'Umebura 10, un tournoi de la scène nippone. Il participe alors à son premier tournoi au pays du soleil levant, dont les joueurs locaux ont pour réputation de compter parmi les meilleurs au monde. Tête de série numéro 3, il respecte son placement en atteignant la troisième place, s'inclinant contre Mashita "Acola" Hayato (3-1) puis Miya (3-1). 
Dans la continuité de son périple asiatique, Gluto participe au Kowloon #9 à Osaka, du 12 au 14 janvier. Il est éliminé du tournoi à la 17e place[source secondaire souhaitée].
Le 27 janvier, à Nagoya, il triomphe de l'Ultcore[source secondaire souhaitée], compétition qui regroupe plus de 300 joueurs. Il devient ainsi le premier joueur européen à remporter un tournoi d'envergure au Japon[source secondaire souhaitée].
Considéré comme l'un des prétendants au titre lors du Genesis, qui prend place du 16 au 18 février, Glutonny est battu aux portes du top 8. Il est défait par les Américains Salvatore "Zomba" DeSena (2-3) et Ethan Xavier "Shadic" San Miguel (1-3).
De retour à la compétition après un mois de repos, il participe au Battle of BC à Vancouver[source secondaire souhaitée]. Il est éliminé avant le top 24.
À l'occasion du Game is Game organisé à Paris du 20 au 21 avril, il renoue avec les bonnes performances en atteignant la grande finale du tournoi mais doit s'incliner à deux reprises face à Shuton (1-3 en winner finale ; 0-3 en grande finale).
Il retrouve la scène japonaise dès le mois de mai et atteint la 13e place au Delta, un tournois local, en perdant à deux reprises face à des joueurs de Steve[source secondaire souhaitée]. Du 5 au 6 mai, il entre en lice à la douzième édition du Kagaribi qui accueille plus de 2000 compétiteurs. Il atteint la 9e place. Le 11 mai 2024, il atteint la grande finale du Kowloon #11 et perd face à Hurt au terme d'un match difficile[source secondaire souhaitée].
Pour la 4e édition du 95 Kings of Fields se déroulant du 1er au 2 juin 2024, Glutonny atteint la 4e place de la compétition[source secondaire souhaitée]. 
Le 25 août, il sort vainqueur du Regen, major européen prenant place à Leicester[source secondaire souhaitée]. 
Du 13 au 15 septembre 2024, Glutonny participe à l'Ultimate Fighting Arena en tant que tenant du titre. Lors de cette édition, il atteint la 3e place[source secondaire souhaitée].

### 2025
À partir du début de l'année 2025, Glutonny choisit de jouer Link en tournoi en plus de Wario. Il réalise de bonnes performances à des tournois régionaux avec ce personnage[source secondaire souhaitée].
Le 31 mars, il est couronné vainqueur du major canadien Battle of BC.

## Style de jeu
Glutonny est entre autres réputé pour sa faculté d'adaptation exceptionnelle, et son approche rationnelle du jeu. Il est très respecté sur le circuit professionnel et est considéré par ses pairs comme l'un des joueurs les plus talentueux.
À partir de mars 2024, il choisit de changer progressivement de manette, passant de la manette GameCube au Switch Pro Controller. Sujet à de fréquentes tendinites, ce changement devrait lui permettre de moins souffrir lorsqu'il joue. Cela provoque une baisse des résultats durant les mois qui suivent et Glutonny choisit de revenir sur sa décision.

## Palmarès

### Offline
- Ultimate WANTED #1 : 1er
- Valhalla II : 1er
- Tech Republic IV : 1er
- ICARUS V : 1er
- Stunfest 2019 : 2e
- Albion 4 : 1er[18]
- Evo 2019 : 3e[19]
- Ultimate Fighting Arena : 2e
- Syndicate 2019 : 1er
- VCA Vienna Challengers Arena 2019 : 2e
- European SEL Clash : 1er
- Ultimate WANTED #2 : 1er
- Valhalla III : 1er
- Ultimate WANTED #3 : 1er[3]
- Temple : Hermès Edition : 2e
- VCA Vienna Challengers Arena 2021 : 2e
- CEO 2021 : 2e
- Genesis 8 : 2e
- Pound 2022 : 1er
- 95 King of Fields 2 : 4e
- Smash Factor 9 : 4e
- Smash con 2022 : 4e
- VCA 2022 : 2e
- Genesis 9 : 5e
- Dose2Sucre : 1er
- Icarus 2023 : 1er
- 95 Kings of Fields 3 : 1er
- Smash Factor X : 4e
- Delfino Maza 2023 : 2e
- Tera : 1er
- Rewired Fest : 1er[20]
- Rise 'N Grind : 2e
- Umebura 10 : 3e
- Battle of BC 7 : 1re
- Kowloon 16 : 3e

### Online
- FCW : Special Edition - European Scale : 1er
- Coca-Cola Breakpoint Ultimate : 1er
- Joy'sTic : 2e
- Meteor #1 : 1er
- FCW  x GlobalClan : Special Edition #1 : 3e
- FCW  x GlobalClan : Special Edition #2 : 2e
- SWT : Europe Ultimate Online Qualifier : 3e